# Dave Snuggerud
Dave W. Snuggerud (Minnetonka, 20 giugno 1966) è un ex hockeista su ghiaccio statunitense.

## Carriera
Snuggerud giocò dal 1985 al 1989 con la squadra della sua università, l'Università del Minnesota. Si mise in luce tanto da essere scelto per giocare in nazionale, con cui disputò nella stagione 1987-1988, 57 incontri, compresi quelli dei giochi olimpici 1988, ed altri 10 ai mondiali 1989.
Venne poi scelto dai Buffalo Sabres in occasione dell'NHL Supplemental Draft 1987, e coi Sabres giocò per tre stagioni prima di essere ceduto ai San Jose Sharks nel marzo del 1992, in uno scambio di giocatori con Wayne Presley. Nel successivo mese di dicembre, fu nuovamente scambiato, passando dagli Sharks ai Philadelphia Flyers per Mark Pederson, e lì terminò la stagione.
Si ritirò alla fine della stagione 1992-1993 per terminare gli studi. Ritornò all'hockey giocato nel 1994, per una sola stagione, disputata coi Minnesota Moose in IHL.

## Palmarès

### Individuale
- NCAA Second All-Star Team: 1

1988-1989